# Seguapallene tricuspidata
Seguapallene tricuspidata là một loài nhện biển trong họ Callipallenidae. Loài này thuộc chi Seguapallene. Seguapallene tricuspidata được miêu tả khoa học năm 1991 bởi Stock.